# アイウトン・ジョゼ・アウメイダ
アイウトン・ジョゼ・アウメイダ（Aílton José Almeida, 1984年8月20日 - ）は、ブラジル・ミナスジェライス州エマチータ出身の元サッカー選手。現役時代のポジションはフォワード。

## 経歴
2015年7月、サウジ・プロフェッショナルリーグのアル・ヒラルへ移籍した。
2016-17シーズンはアラビアン・ガルフ・リーグのアル・ジャジーラ・クラブでプレーした。

## タイトル

### クラブ
コペンハーゲン
- デンマーク・スーペルリーガ : 2006-07, 2008-09, 2009-10
- デンマーク・カップ : 2009

APOEL
- キプロス・ファーストディビジョン : 2010-11
- キプロス・スーパーカップ（英語版）: 2011

アル・ヒラル
- サウジ・スーパーカップ : 2015
- クラウンプリンス・カップ : 2016

### 個人
- キプロス・ファーストディビジョン年間最優秀選手 : 2010-11